# Morti il 30 novembre
| Questa pagina contiene informazioni ricavate automaticamente dalle voci biografiche con l'ausilio del template Bio e di un bot. L'aggiornamento è periodico e automatico e ricostruisce completamente la pagina. Se manca una persona in questa lista, sei pregato di non aggiungerla, ma accertati piuttosto che la sua voce biografica contenga il template Bio e che i dati anagrafici siano correttamente compilati. Se il template Bio manca, inseriscilo tu stesso o, in alternativa, metti l'avviso {{tmp\|Bio}} che ne segnala la mancanza. Se i dati riportati sono sbagliati, correggi direttamente la voce biografica; le modifiche saranno visibili in questa lista entro pochi giorni. Per chiarimenti vedi il progetto biografie. La lista contiene solo le 568 persone che sono citate nell'enciclopedia e per le quali è stato implementato correttamente il template Bio. Pagina aggiornata al 9 ago 2025. |

## I secolo(1)
- 60 - Andrea, santo (n. 5)

## VIII secolo(1)
- 762 - Li Bai, poeta cinese (n. 701)

## X secolo(1)
- 912 - Ottone I di Sassonia, nobile tedesco

## XI secolo(1)
- 1016 - Edmondo II d'Inghilterra, re inglese (n. 988)

## XII secolo(2)
- 1181 - San Galgano, cavaliere medievale e santo italiano
- 1187 - Fujiwara no Hidehira, militare giapponese

## XIII secolo(3)
- 1204 - Emerico d'Ungheria, re (n. 1174)
- 1210 - Fiorenzo d'Olanda, vescovo cattolico olandese
- 1283 - Giovanni da Vercelli, religioso italiano

## XIV secolo(3)
- 1321 - Pietro Pascal e Catalano Fabri, religioso francese
- 1329 - Federico da Ratisbona, religioso tedesco
- 1379 - Raimondino Lupi, condottiero italiano

## XV secolo(5)
- 1417 - Pietro Ricci, arcivescovo cattolico italiano
- 1427 - Ulrich Walker, politico e militare svizzero (n. 1360)
- 1445 - Paola Colonna, nobile italiana (n. 1380)
- 1481 - Doramas, condottiero
- 1497 - Anna Maria Sforza, nobile italiana (n. 1476)

## XVI secolo(14)
- 1519 - Michael Wolgemut, pittore e tipografo tedesco (n. 1434)
- 1522 - Gian Francesco Daina, condottiero italiano
- 1526 - Giovanni delle Bande Nere, condottiero italiano (n. 1498)
- 1539 - Carlos Ometochtzin, nobile azteco
- 1541 - Amago Tsunehisa, militare giapponese (n. 1458)
- 1543 - Francesco Granacci, pittore italiano (n. 1469)
- 1557 - Galvarino, militare nativo americano (n. 1490)
- 1558 - Elizabeth Stafford, nobile britannica
- 1574 - Filippo IV di Waldeck, nobile tedesco (n. 1493)
- 1577 - Cutberto Mayne, presbitero inglese (n. 1543)
- 1580 - Alessandro Mattei, criminale e nobile italiano
- 1581 - Pietro Foscari, politico italiano (n. 1517)
- 1583 - Filippo II d'Assia-Rheinfels, nobile tedesco (n. 1541)
- 1593 - Niccolò Granello, pittore italiano (n. 1553)

## XVII secolo(25)
- 1602 - Tachibana Ginchiyo, militare giapponese (n. 1569)
- 1603 - William Gilbert, fisico britannico (n. 1544)
- 1606 - John Lyly, drammaturgo britannico
- 1621 - Francesco Rasi, compositore, poeta e tenore italiano (n. 1574)
- 1622 - Squanto, nativo americano
- 1623 - Isabella Pallavicino, letterata italiana (n. 1549)
- 1623 - Thomas Weelkes, organista e compositore inglese (n. 1576)
- 1631 - Jacobus Bontius, medico olandese (n. 1592)
- 1631 - Pompeo Caimo, medico italiano (n. 1568)
- 1647 - Bonaventura Cavalieri, matematico italiano (n. 1598)
- 1647 - Giovanni Lanfranco, pittore italiano (n. 1582)
- 1649 - Giuseppe La Napola da Trapani, francescano, filosofo e teologo italiano (n. 1586)
- 1654 - John Selden, giurista e politico inglese (n. 1584)
- 1660 - Caterina Ginnasi, pittrice italiana (n. 1590)
- 1660 - Francesco Carlo di Sassonia-Lauenburg, nobile tedesco (n. 1594)
- 1664 - Giovanni Battista Manzini, nobile, letterato e romanziere italiano (n. 1599)
- 1675 - Cæcilius Calvert, politico britannico (n. 1605)
- 1678 - Andries de Graeff, politico olandese (n. 1611)
- 1678 - Stefano Quaranta, arcivescovo cattolico italiano (n. 1586)
- 1680 - Peter Lely, pittore olandese (n. 1618)
- 1688 - Giovanni Battista Montecuccoli-Laderchi, nobile e diplomatico italiano (n. 1624)
- 1688 - Anne Villiers, nobildonna inglese (n. 1651)
- 1693 - Lorenzo Brancati, cardinale e teologo italiano (n. 1612)
- 1695 - Giacomo Cantelli, cartografo italiano (n. 1643)
- 1700 - Armande Béjart, attrice teatrale francese

## XVIII secolo(23)
- 1703 - Nicolas de Grigny, organista e compositore francese (n. 1672)
- 1705 - Federigo Nomi, presbitero, poeta e latinista italiano (n. 1633)
- 1714 - Giacomo Angelini, architetto svizzero (n. 1632)
- 1714 - Guillaume-Gabriel Nivers, organista e compositore francese
- 1718 - Carlo XII di Svezia, sovrano svedese (n. 1682)
- 1719 - Arcangelo Tropea, religioso italiano
- 1719 - Yamamoto Tsunetomo, militare e filosofo giapponese (n. 1659)
- 1742 - Jean-Baptiste Bassand, medico francese (n. 1680)
- 1742 - George Shelvocke, corsaro inglese (n. 1675)
- 1745 - Johann Ernst Elias Bessler, inventore tedesco (n. 1680)
- 1751 - Jean-Philippe Loys de Chéseaux, astronomo svizzero (n. 1718)
- 1761 - John Dollond, astronomo inglese (n. 1706)
- 1763 - Francesco Maria Pratilli, prete, archeologo e antiquario italiano (n. 1689)
- 1766 - Emilio Luci, politico e giurista italiano (n. 1700)
- 1769 - Diane Adélaïde de Mailly, francese (n. 1713)
- 1772 - Louis-Claude Vassé, scultore e disegnatore francese (n. 1717)
- 1774 - Nicolas-François Dupré de Saint-Maur, economista e statistico francese (n. 1695)
- 1775 - Federico Alamanni, vescovo cattolico italiano (n. 1696)
- 1781 - Théodore Tronchin, medico svizzero (n. 1709)
- 1783 - Giovan Battista Landeschi, presbitero e agronomo italiano (n. 1721)
- 1783 - Roman Illarionovič Voroncov, generale e politico russo (n. 1707)
- 1786 - Bernardo de Gálvez y Madrid, generale e politico spagnolo (n. 1746)
- 1788 - Domenico Maria Manni, filologo, editore e storico italiano (n. 1690)

## XIX secolo(64)
- 1803 - François Marie Daudin, zoologo e naturalista francese (n. 1776)
- 1806 - Moritz Balthasar Borkhausen, botanico tedesco (n. 1760)
- 1812 - Stefano Tofanelli, pittore italiano (n. 1750)
- 1813 - Giambattista Bodoni, incisore e tipografo italiano (n. 1740)
- 1813 - Honoré Riouffe, politico francese (n. 1764)
- 1814 - Jean-Michel Moreau, pittore, incisore e disegnatore francese (n. 1741)
- 1815 - Vittorio Amedeo Gioanetti, medico e chimico italiano (n. 1729)
- 1822 - Hursid Pascià, militare e politico ottomano
- 1823 - Ignaz Csivich von Rohr, militare austriaco (n. 1752)
- 1824 - Luigi Mosca, compositore italiano (n. 1775)
- 1830 - Papa Pio VIII, papa, vescovo cattolico e cardinale italiano (n. 1761)
- 1834 - Federico Guglielmo d'Assia-Philippsthal-Barchfeld, nobile (n. 1786)
- 1834 - Guglielmo Federico di Hannover, nobile inglese (n. 1776)
- 1835 - Joseph Marchand, religioso e missionario francese (n. 1803)
- 1836 - Pierre Simon Girard, ingegnere e fisico francese (n. 1765)
- 1837 - Jean-François Bautte, orologiaio e gioielliere svizzero (n. 1772)
- 1839 - Giorgio Gallesio, dirigente pubblico e botanico italiano (n. 1772)
- 1840 - Joseph Johann von Littrow, astronomo austriaco (n. 1781)
- 1845 - Francesco Fergola, geodeta italiano (n. 1791)
- 1846 - Marie-Nicole Dumont, pittrice francese (n. 1767)
- 1846 - Friedrich List, economista e giornalista tedesco (n. 1789)
- 1846 - Maria Severa Onofriana, cantante portoghese (n. 1820)
- 1849 - Giovanni Muzi, arcivescovo cattolico italiano (n. 1772)
- 1850 - Germain Hess, chimico svizzero (n. 1802)
- 1852 - Junius Brutus Booth, attore teatrale inglese (n. 1796)
- 1861 - Theodor Mundt, romanziere e critico letterario tedesco (n. 1808)
- 1862 - James Sheridan Knowles, attore teatrale e scrittore irlandese (n. 1784)
- 1863 - Kamehameha IV delle Hawaii, sovrano (n. 1834)
- 1866 - Martial de Guernon-Ranville, magistrato e politico francese (n. 1787)
- 1866 - John Mercer, chimico britannico (n. 1791)
- 1869 - Ľudovít Kubáni, poeta, scrittore e critico letterario slovacco (n. 1830)
- 1870 - Adrien Prévault, militare francese (n. 1836)
- 1871 - Gaston Crémieux, avvocato e attivista francese (n. 1836)
- 1872 - Domenico Majone, attore teatrale italiano (n. 1844)
- 1874 - William Frederick Havemeyer, politico statunitense (n. 1804)
- 1876 - Behice Sultan, principessa ottomana (n. 1848)
- 1878 - George Henry Lewes, scrittore e critico letterario britannico (n. 1817)
- 1878 - Francisco Linares Alcántara, politico venezuelano (n. 1825)
- 1878 - Charles Summers, scultore inglese (n. 1825)
- 1879 - August Bournonville, danzatore e coreografo danese (n. 1805)
- 1879 - Jefferson Columbus Davis, generale statunitense (n. 1828)
- 1881 - Edoardo Borromeo, cardinale e arcivescovo cattolico italiano (n. 1822)
- 1881 - Jean-Alfred Gautier, astronomo svizzero (n. 1793)
- 1881 - Nikolaj Nikolaevič Murav'ëv-Amurskij, militare e diplomatico russo (n. 1809)
- 1882 - Kathi Lyukas, serial killer ungherese
- 1882 - Joachim Marquardt, filologo classico tedesco (n. 1812)
- 1882 - Daniel Tyler, generale statunitense (n. 1799)
- 1883 - Sven Nilsson, zoologo e archeologo svedese (n. 1787)
- 1884 - Tomàs Aguiló, poeta spagnolo (n. 1812)
- 1885 - Giuseppe Ponzi, geologo e politico italiano (n. 1805)
- 1887 - Antonio Losio, politico e militare italiano (n. 1824)
- 1891 - Enrico d'Asburgo-Lorena, nobile (n. 1828)
- 1891 - Dmitrij Ivanovič Žuravskij, matematico e ingegnere russo (n. 1821)
- 1891 - Franz Christoph von Rothmund, chirurgo tedesco (n. 1801)
- 1892 - Carlo Favetti, politico, scrittore e poeta italiano (n. 1819)
- 1892 - Fenton John Anthony Hort, presbitero e teologo irlandese (n. 1828)
- 1893 - Carl Wilhelm Tölcke, politico tedesco (n. 1817)
- 1894 - Joseph E. Brown, politico statunitense (n. 1821)
- 1894 - Svend Foyn, filantropo norvegese (n. 1809)
- 1894 - Giuseppe Grandi, scultore, pittore e incisore--> italiano (n. 1843)
- 1895 - Pierre-Charles Comte, pittore francese (n. 1823)
- 1896 - Evelina Cattermole, scrittrice e poetessa italiana (n. 1849)
- 1900 - Tycho Mommsen, filologo classico tedesco (n. 1819)
- 1900 - Oscar Wilde, scrittore irlandese (n. 1854)

## XX secolo(276)
- 1901 - Edward John Eyre, esploratore britannico (n. 1815)
- 1901 - Franz Eyssenhardt, filologo classico e bibliotecario tedesco (n. 1838)
- 1901 - Albrecht Weber, indologo e storico tedesco (n. 1825)
- 1905 - Clementine Abel, scrittrice tedesca (n. 1826)
- 1905 - Vincenzo Lilla, filosofo, giurista e presbitero italiano (n. 1837)
- 1905 - Samuel Lipschütz, scacchista ungherese (n. 1863)
- 1905 - Ernst Ziegler, patologo svizzero (n. 1849)
- 1906 - Edward James Reed, ingegnere navale, scrittore e politico inglese (n. 1830)
- 1907 - Nicola Panciera di Zoppola, politico italiano (n. 1827)
- 1909 - Innokentij Fëdorovič Annenskij, poeta, traduttore e critico letterario russo (n. 1855)
- 1909 - Luigi Brugnara, avvocato e politico italiano (n. 1845)
- 1909 - Augustin Bunea, teologo e storico rumeno (n. 1857)
- 1909 - Carlo Teodoro in Baviera, nobile tedesco (n. 1839)
- 1909 - James Squair, calciatore inglese (n. 1884)
- 1911 - Johannes Vahlen, filologo classico tedesco (n. 1830)
- 1912 - Richard Carl Meister, linguista tedesco (n. 1848)
- 1913 - Johan August Ekman, arcivescovo luterano e teologo svedese (n. 1845)
- 1913 - Gregorio de Laferrère, scrittore argentino (n. 1867)
- 1914 - Vladimir Anatol'evič Barjatinskij, generale russo (n. 1843)
- 1914 - Anselmo Lorenzo, anarchico e sindacalista spagnolo (n. 1841)
- 1915 - Alfredo d'Andrade, architetto, archeologo e pittore portoghese (n. 1839)
- 1915 - Mutaga Mbikije, re burundese (n. 1892)
- 1915 - Mariano Panebianco, ingegnere e architetto italiano (n. 1847)
- 1915 - Vittorio Varese, militare italiano (n. 1884)
- 1917 - William Eaton Chandler, politico statunitense (n. 1835)
- 1917 - Adolphe Lechaptois, missionario e vescovo cattolico francese (n. 1852)
- 1918 - Paul Demeny, poeta francese (n. 1844)
- 1918 - Karl Petrovič Jessen, ammiraglio russo (n. 1852)
- 1918 - Scipione Ronchetti, politico italiano (n. 1846)
- 1921 - Madeleine Brès, medico francese (n. 1842)
- 1921 - Fred Bullock, calciatore inglese (n. 1886)
- 1921 - Hermann Schwarz, matematico tedesco (n. 1843)
- 1922 - Isaac Bayley Balfour, botanico scozzese (n. 1853)
- 1922 - René Cresté, attore, regista e produttore cinematografico francese (n. 1881)
- 1923 - Henry Roughton Hogg, aracnologo inglese (n. 1846)
- 1923 - Martha Mansfield, attrice statunitense (n. 1899)
- 1925 - Antonio Maria Antoniazzi, astronomo italiano (n. 1872)
- 1926 - Venceslao Borzani, architetto italiano (n. 1873)
- 1926 - Mario Clarvy, scrittrice, poetessa e giornalista italiana
- 1928 - Bianca Ambrosetti, ginnasta italiana (n. 1914)
- 1929 - Daniel Moreau Barringer, geologo statunitense (n. 1860)
- 1929 - Amos Casselman, arciere statunitense (n. 1850)
- 1930 - Giuseppe Saverio Gargano, critico letterario italiano (n. 1859)
- 1930 - Mary Harris Jones, sindacalista e operaia statunitense (n. 1837)
- 1930 - Michel Vieuchange, esploratore francese (n. 1904)
- 1931 - Marc Delmas, scrittore francese (n. 1885)
- 1931 - Alfred Rordame, violinista statunitense (n. 1862)
- 1931 - Giuseppe Vizzotto Alberti, pittore italiano (n. 1862)
- 1931 - Henry Walters, dirigente d'azienda, collezionista d'arte e filantropo statunitense (n. 1848)
- 1933 - Arthur Currie, generale canadese (n. 1875)
- 1934 - Hélène Boucher, aviatrice francese (n. 1908)
- 1935 - Fernando Pessoa, poeta, scrittore e aforista portoghese (n. 1888)
- 1935 - Adrian Scott Stokes, pittore inglese (n. 1854)
- 1936 - Alfonso Olaso, calciatore spagnolo (n. 1904)
- 1936 - Johan Turi, scrittore norvegese (n. 1854)
- 1937 - Alessandro Vivenza, agronomo italiano (n. 1869)
- 1938 - Corneliu Zelea Codreanu, politico romeno (n. 1899)
- 1939 - Max Skladanowsky, inventore e regista tedesco (n. 1863)
- 1940 - Federico Enrico, militare italiano (n. 1909)
- 1940 - George Brinton McClellan, politico e storico statunitense (n. 1865)
- 1941 - Giuseppe Castelli, velocista italiano (n. 1907)
- 1941 - Francesco Coco, militare italiano (n. 1913)
- 1941 - Itche Der Masmid, rabbino, mistico e teologo russo
- 1942 - Buck Jones, attore statunitense (n. 1891)
- 1943 - Hans Albin Freiherr von Reitzenstein, militare tedesco (n. 1911)
- 1943 - Etty Hillesum, scrittrice olandese (n. 1914)
- 1943 - Emil Kellenberger, tiratore a segno svizzero (n. 1864)
- 1943 - Holger-Madsen, regista, attore e sceneggiatore danese (n. 1878)
- 1943 - Paul Otto, attore, sceneggiatore e regista tedesco (n. 1878)
- 1943 - Aniela Zagórska, traduttrice polacca (n. 1881)
- 1943 - Umberto di Giorgio, generale italiano (n. 1882)
- 1944 - Antonio Cambriglia, militare italiano (n. 1920)
- 1944 - Giuseppina Finzi-Magrini, soprano italiano (n. 1878)
- 1944 - Loris Giorgi, partigiano italiano (n. 1924)
- 1944 - Max Halbe, scrittore tedesco (n. 1865)
- 1944 - Eoin O'Duffy, generale e politico irlandese (n. 1892)
- 1944 - Francesco Rizzitelli, militare e aviatore italiano (n. 1918)
- 1944 - Guido Tilche, partigiano, militare e patriota italiano (n. 1921)
- 1945 - Virginia Bourbon del Monte, nobile, socialite e mecenate italiana (n. 1899)
- 1945 - Friedrich Ludwig Emil Diels, botanico tedesco (n. 1874)
- 1945 - Heinz-Wilhelm Eck, militare tedesco (n. 1916)
- 1945 - George F. Marion, attore, regista teatrale e coreografo statunitense (n. 1860)
- 1946 - Gustav Noske, politico tedesco (n. 1868)
- 1947 - Galileo Cavallari Murat, pittore e scultore italiano (n. 1877)
- 1947 - Giuseppe Checchia Rispoli, geologo e paleontologo italiano (n. 1877)
- 1947 - Ernst Lubitsch, regista, attore e sceneggiatore tedesco (n. 1892)
- 1947 - Thoma Orollogaj, politico albanese (n. 1888)
- 1948 - Franco Vittadini, compositore e direttore d'orchestra italiano (n. 1884)
- 1949 - Emilio Bodrero, politico e storico della filosofia italiano (n. 1874)
- 1949 - Julius Peter Heil, politico e imprenditore tedesco (n. 1876)
- 1949 - Richard Ridgely, regista, attore e sceneggiatore statunitense (n. 1869)
- 1949 - Willy Tänzer, calciatore tedesco (n. 1889)
- 1949 - Irene Vanbrugh, attrice britannica (n. 1872)
- 1950 - Werner Haase, medico e militare tedesco (n. 1900)
- 1950 - Francesco Zingales, generale italiano (n. 1884)
- 1951 - Harold Kitson, tennista sudafricano (n. 1874)
- 1951 - Giulio Mongeri, architetto italiano (n. 1873)
- 1951 - Arturo Pinna Pintor, medico italiano (n. 1867)
- 1952 - Elizabeth Kenny, infermiera australiana (n. 1880)
- 1953 - Francis Picabia, pittore e scrittore francese (n. 1879)
- 1954 - Mario Bazzi, illustratore e pittore italiano (n. 1891)
- 1954 - Wilhelm Furtwängler, direttore d'orchestra e compositore tedesco (n. 1886)
- 1954 - Raimondo Lanza di Trabia, dirigente sportivo, diplomatico e militare italiano (n. 1915)
- 1954 - Celia Wray, architetto e attivista inglese (n. 1872)
- 1955 - Kurt Bergström, velista svedese (n. 1891)
- 1955 - Raf Pindi, attore e militare italiano (n. 1893)
- 1956 - Jean Bergeret, generale e politico francese (n. 1895)
- 1956 - Viggo Wiehe, attore danese (n. 1874)
- 1957 - Beniamino Gigli, tenore e attore italiano (n. 1890)
- 1957 - Paja Jovanović, pittore serbo (n. 1859)
- 1957 - Marija Jurić Zagorka, giornalista, scrittrice e attivista croata (n. 1873)
- 1957 - Maffio Maffii, giornalista e scrittore italiano (n. 1881)
- 1957 - Adeodato Piazza, cardinale e patriarca cattolico italiano (n. 1884)
- 1957 - Fred F. Sears, regista e attore statunitense (n. 1913)
- 1957 - Sirio Solazzi, giurista italiano (n. 1875)
- 1959 - Georg Schumann, calciatore tedesco (n. 1898)
- 1961 - Ehrenfried Pfeiffer, teosofo tedesco (n. 1899)
- 1962 - Ossip Bernstein, scacchista ucraino (n. 1882)
- 1962 - Jaroslav Bezecný, allenatore di calcio cecoslovacco (n. 1886)
- 1962 - František Kopřiva, calciatore cecoslovacco (n. 1901)
- 1962 - Max Vasmer, glottologo e slavista tedesco (n. 1886)
- 1963 - Lino Cassani, presbitero, storico e archeologo italiano (n. 1869)
- 1964 - Albertina Baldi, cantante lirica italiana (n. 1889)
- 1964 - Giannetto Bongiovanni, giornalista, scrittore e traduttore italiano (n. 1890)
- 1964 - Ted Hanney, calciatore e allenatore di calcio inglese (n. 1889)
- 1964 - Alberto Tarchiani, giornalista, politico e diplomatico italiano (n. 1885)
- 1964 - Vittorio Calef, giornalista, poeta e scrittore italiano (n. 1919)
- 1965 - Michele Galdieri, commediografo, paroliere e sceneggiatore italiano (n. 1902)
- 1965 - Alfred Guillaume, arabista e islamista britannico (n. 1888)
- 1965 - Richard Saul, aviatore e generale britannico (n. 1891)
- 1966 - Ippolito Ippoliti, calciatore italiano (n. 1921)
- 1966 - Ivan Kawaciuk, violinista cecoslovacco (n. 1913)
- 1967 - Harry Duggan, calciatore irlandese (n. 1903)
- 1967 - Ebba Holm, pittrice e incisore danese (n. 1889)
- 1967 - Patrick Kavanagh, poeta e scrittore irlandese (n. 1904)
- 1967 - Giosea di Waldeck e Pyrmont, generale e principe tedesco (n. 1896)
- 1968 - Charles Henry Bartlett, pistard britannico (n. 1885)
- 1968 - Fëdor Aleksandrovič Romanov, principe russo (n. 1898)
- 1968 - Juan José Tramutola, allenatore di calcio argentino (n. 1902)
- 1969 - Steve Grivnow, calciatore statunitense (n. 1922)
- 1970 - Alfonso Caso, archeologo e politico messicano (n. 1896)
- 1970 - Matthias Heidemann, calciatore tedesco (n. 1912)
- 1970 - Lőrinc Tritz, calciatore ungherese (n. 1902)
- 1971 - Salvatore Crippa, ciclista su strada italiano (n. 1914)
- 1971 - Johann Josef Demmel, vescovo vetero-cattolico tedesco (n. 1890)
- 1971 - Adelfino Mancinelli, sollevatore italiano (n. 1908)
- 1971 - Amedeo Trilli, attore italiano (n. 1906)
- 1972 - Hans Erich Apostel, compositore tedesco (n. 1901)
- 1972 - William P.S. Earle, regista statunitense (n. 1882)
- 1972 - Compton Mackenzie, scrittore scozzese (n. 1883)
- 1973 - Antonio Bonesini, calciatore italiano (n. 1910)
- 1973 - Salvatore Calabrese, medico italiano (n. 1903)
- 1973 - Raymond Erith, architetto britannico (n. 1904)
- 1973 - Aleksandr Kurynov, sollevatore sovietico (n. 1934)
- 1974 - Paolo Angelino, politico italiano (n. 1900)
- 1974 - Benkt Norelius, ginnasta svedese (n. 1886)
- 1974 - Ellis Le Geyt Troughton, zoologo australiano (n. 1893)
- 1975 - Bill Davis, cestista statunitense (n. 1920)
- 1975 - Indrasakdi Sachi, sovrana siamese (n. 1902)
- 1975 - Aleksandăr Lûdskanov, traduttore bulgaro (n. 1926)
- 1975 - Klaus Patau, biologo tedesco (n. 1908)
- 1975 - Fausto Pirandello, pittore italiano (n. 1899)
- 1975 - Franz Runge, calciatore austriaco (n. 1904)
- 1975 - Guido Trentini, pittore italiano (n. 1889)
- 1976 - Ivan Ignat'evič Jakubovskij, generale e politico sovietico (n. 1912)
- 1976 - Antonio Morassi, storico dell'arte e funzionario italiano (n. 1893)
- 1976 - Giacomo Narizzano, calciatore italiano (n. 1907)
- 1976 - Fritz Rasp, attore tedesco (n. 1891)
- 1976 - Friedrich Schulz, generale tedesco (n. 1897)
- 1977 - Miloš Crnjanski, scrittore e poeta serbo (n. 1893)
- 1977 - Jožica Miklavčič, giornalista italiana (n. 1921)
- 1977 - Erika Netzer, sciatrice alpina austriaca (n. 1937)
- 1977 - Olga Petrova, attrice, commediografa e sceneggiatrice inglese (n. 1884)
- 1977 - Giuseppe Pullano, vescovo cattolico italiano (n. 1907)
- 1977 - Terence Rattigan, commediografo e sceneggiatore britannico (n. 1911)
- 1977 - Luciano Ricchetti, pittore italiano (n. 1897)
- 1977 - Pino Tovaglia, grafico italiano (n. 1923)
- 1979 - Gabrielle Dorziat, attrice francese (n. 1880)
- 1979 - Dick Huemer, animatore, regista e sceneggiatore statunitense (n. 1898)
- 1979 - Pedro Lazaga, regista e sceneggiatore spagnolo (n. 1918)
- 1979 - Vincenzo Poletti, presbitero, antifascista e saggista italiano (n. 1906)
- 1980 - Cartola, cantante, compositore e chitarrista brasiliano (n. 1908)
- 1980 - Amedeo D'Albora, ingegnere, dirigente sportivo e politico italiano (n. 1896)
- 1980 - Mieko Fukui, cestista giapponese (n. 1956)
- 1980 - Joyzelle Joyner, attrice e ballerina statunitense (n. 1905)
- 1981 - Ruggero Balli, ciclista su strada italiano (n. 1910)
- 1981 - Ubaldo Faina, calciatore argentino (n. 1927)
- 1981 - Robert H. Harris, attore statunitense (n. 1911)
- 1981 - Fricis Kaņeps, calciatore lettone (n. 1916)
- 1981 - Charles Eric Maine, scrittore di fantascienza e sceneggiatore britannico (n. 1921)
- 1981 - Károly Molter, scrittore, drammaturgo e critico letterario ungherese (n. 1890)
- 1982 - Léon Camille Marius Croizat, biologo, botanico e esploratore italiano (n. 1894)
- 1982 - Armando Farro, calciatore argentino (n. 1922)
- 1982 - Verna Fields, montatrice statunitense (n. 1918)
- 1982 - Adolf Heusinger, generale tedesco (n. 1897)
- 1982 - Rosario Riccobono, mafioso italiano (n. 1929)
- 1982 - Hohan Sōken, karateka e maestro di karate giapponese (n. 1891)
- 1982 - Aldo Vidussoni, politico e militare italiano (n. 1914)
- 1982 - Rolf Wanka, attore austriaco (n. 1901)
- 1983 - Edmond Ardisson, attore francese (n. 1904)
- 1983 - Giovanni Imperiali, generale italiano (n. 1890)
- 1983 - Vic Lindquist, hockeista su ghiaccio canadese (n. 1908)
- 1983 - Richard Llewellyn, scrittore britannico (n. 1906)
- 1984 - Vincenzo De Chiara, vescovo cattolico italiano (n. 1903)
- 1984 - Jirō Miyake, calciatore giapponese (n. 1901)
- 1985 - Johannes Feiner, presbitero e teologo svizzero (n. 1909)
- 1986 - Francisco Ciutat de Miguel, militare e rivoluzionario spagnolo (n. 1909)
- 1986 - Emil Jónsson, politico islandese (n. 1902)
- 1986 - Eino Leino, lottatore finlandese (n. 1891)
- 1986 - Guglielmo Marin, ciclista su strada italiano (n. 1905)
- 1986 - Antonio Piatesi, compositore di scacchi italiano (n. 1903)
- 1987 - Simon Carmiggelt, giornalista e scrittore olandese (n. 1913)
- 1987 - Jimmy George, pallavolista indiano (n. 1955)
- 1987 - John O'Connell, calciatore statunitense
- 1987 - Pasquale Schiano, politico e avvocato italiano (n. 1905)
- 1988 - Aleksandar Deroko, architetto, artista e scrittore serbo (n. 1894)
- 1988 - Ricky Lawless, wrestler statunitense (n. 1959)
- 1988 - Margaret Mee, illustratrice, esploratrice e attivista britannica (n. 1909)
- 1988 - Pannonica de Koenigswarter, mecenate britannica (n. 1913)
- 1989 - Ahmadou Ahidjo, politico camerunese (n. 1924)
- 1989 - Hassan Fathy, architetto e urbanista egiziano (n. 1900)
- 1989 - Alfred Herrhausen, banchiere tedesco (n. 1930)
- 1989 - Gabriel Manek, missionario e arcivescovo cattolico indonesiano (n. 1913)
- 1989 - Paul Mathies, calciatore tedesco (n. 1911)
- 1989 - Pier Luigi Vestrini, canottiere e pittore italiano (n. 1905)
- 1990 - Octavio Antonio Beras Rojas, cardinale e arcivescovo cattolico dominicano (n. 1906)
- 1990 - Norman Cousins, giornalista e scrittore statunitense (n. 1915)
- 1990 - Vladimir Dedijer, storico e politico jugoslavo (n. 1914)
- 1990 - Karl Höfer, calciatore austriaco (n. 1925)
- 1990 - Hilde Spiel, scrittrice e giornalista austriaca (n. 1911)
- 1991 - Oskar Thierbach, ciclista su strada e pistard tedesco (n. 1909)
- 1991 - Franco Varaldo, politico italiano (n. 1906)
- 1992 - Jorge Donn, danzatore argentino (n. 1947)
- 1992 - Vittorio Granchi, pittore e restauratore italiano (n. 1908)
- 1992 - Graham Vearncombe, calciatore gallese (n. 1934)
- 1992 - Athos Zontini, calciatore, velocista e mezzofondista italiano (n. 1914)
- 1993 - Roque Marrapodi, calciatore argentino (n. 1929)
- 1993 - Tom Scannell, calciatore irlandese (n. 1925)
- 1994 - Jesse Anderson, assassino statunitense (n. 1957)
- 1994 - Guido Corbelli, calciatore e allenatore di calcio italiano (n. 1913)
- 1994 - Guy Debord, filosofo, sociologo e scrittore francese (n. 1931)
- 1994 - Connie Kay, batterista statunitense (n. 1927)
- 1994 - Lionel Stander, attore statunitense (n. 1908)
- 1995 - Werner Eilitz, calciatore tedesco orientale (n. 1923)
- 1995 - Raimo Heino, scultore, designer e medaglista finlandese (n. 1932)
- 1995 - Dante Lugo, calciatore argentino (n. 1933)
- 1995 - Bruno W. Pantel, attore, doppiatore e cabarettista tedesco (n. 1921)
- 1995 - Rafael Portillo, regista cinematografico e sceneggiatore messicano (n. 1916)
- 1995 - William Roerick, attore statunitense (n. 1911)
- 1996 - Tiny Tim, musicista e cantante statunitense (n. 1932)
- 1996 - Enrique Galbis, calciatore spagnolo (n. 1925)
- 1996 - Giuseppe Giacomo Gambino, mafioso italiano (n. 1941)
- 1996 - Maurizio Grande, letterato e saggista italiano (n. 1944)
- 1996 - Kacem Slimani, calciatore marocchino (n. 1948)
- 1996 - Mafuila Mavuba, calciatore congolese (Repubblica Democratica del Congo) (n. 1949)
- 1996 - Eva Nova, cantante e attrice italiana (n. 1914)
- 1996 - John Williamson, cestista statunitense (n. 1951)
- 1997 - Kathy Acker, scrittrice, poetessa e musicista statunitense (n. 1947)
- 1997 - Piero Farani, artigiano italiano (n. 1922)
- 1997 - Françoise Prévost, attrice francese (n. 1929)
- 1997 - Shamo Quaye, calciatore ghanese (n. 1971)
- 1997 - Božena Srncová, ginnasta cecoslovacca (n. 1925)
- 1997 - Raffaele Stramondo, pittore italiano (n. 1919)
- 1998 - Pentti Aalto, linguista finlandese (n. 1917)
- 1998 - Ruth Clifford, attrice e doppiatrice statunitense (n. 1900)
- 1998 - Alfo Ferrari, ciclista su strada italiano (n. 1924)
- 1998 - Francesco Messina Denaro, mafioso italiano (n. 1928)
- 1998 - Rino Nicolosi, politico e sindacalista italiano (n. 1942)
- 1998 - Simon Nkoli, attivista sudafricano (n. 1957)
- 1998 - Philip Sterling, attore statunitense (n. 1922)
- 1998 - Margaret Walker, poetessa e scrittrice statunitense (n. 1915)
- 1999 - Carlos Hugo Christensen, regista argentino (n. 1914)
- 1999 - Vladimir Jaščenko, altista sovietico (n. 1959)
- 1999 - Andrea von Ramm, mezzosoprano estone (n. 1928)
- 2000 - Poul Bjørndahl Astrup, medico danese (n. 1915)
- 2000 - Ansumane Mané, generale e politico guineense (n. 1940)

## XXI secolo(149)
- 2001 - Ademar Pantera, calciatore brasiliano (n. 1941)
- 2001 - Kikutarō Baba, zoologo giapponese (n. 1905)
- 2001 - Annibale Brasola, ciclista su strada italiano (n. 1925)
- 2001 - Francisco Calvet, calciatore spagnolo (n. 1922)
- 2001 - Lawrence Coughlin, politico statunitense (n. 1929)
- 2001 - Sergio Ferriani, cestista italiano (n. 1925)
- 2001 - Ernst Hufschmid, calciatore svizzero (n. 1913)
- 2001 - Luciano Savio, imprenditore italiano (n. 1912)
- 2001 - Kurt Zaro, calciatore e allenatore di calcio tedesco (n. 1929)
- 2002 - Alan Ashman, allenatore di calcio e calciatore inglese (n. 1928)
- 2002 - Mr. Wrestling, wrestler statunitense (n. 1934)
- 2003 - Earl Bellamy, regista statunitense (n. 1917)
- 2003 - Jesus Correia, calciatore portoghese (n. 1924)
- 2003 - Gertrude Ederle, nuotatrice statunitense (n. 1905)
- 2003 - Adolphe Gesché, presbitero e teologo belga (n. 1928)
- 2004 - Robert Howe, tennista australiano (n. 1925)
- 2004 - Harold Kottman, cestista statunitense (n. 1922)
- 2004 - Pierre Berton, giornalista, scrittore e conduttore televisivo canadese (n. 1920)
- 2005 - Sante Calogero, attore e doppiatore italiano (n. 1928)
- 2005 - Trento Cionini, incisore italiano (n. 1919)
- 2005 - Alessandro Cogolo, giornalista, traduttore e autore televisivo italiano (n. 1958)
- 2005 - Consalvo Dell'Arti, attore italiano (n. 1914)
- 2005 - Mario Lozano, attore argentino (n. 1913)
- 2005 - Jean Parker, attrice statunitense (n. 1915)
- 2005 - Jim Sasseville, fumettista e designer statunitense (n. 1927)
- 2005 - Herbert L. Strock, regista, produttore televisivo e montatore statunitense (n. 1918)
- 2006 - Shirley Walker, compositrice e direttrice d'orchestra statunitense (n. 1945)
- 2007 - John Lloyd Ackrill, filologo classico inglese (n. 1921)
- 2007 - Engin Arık, fisica turca (n. 1948)
- 2007 - Seymour Benzer, fisico e genetista statunitense (n. 1921)
- 2007 - Ian Crawford, calciatore e allenatore di calcio scozzese (n. 1934)
- 2007 - Pauli Aapeli Janhonen, tiratore a segno finlandese (n. 1914)
- 2007 - Evel Knievel, stuntman statunitense (n. 1938)
- 2007 - Adriano Lombardi, calciatore e allenatore di calcio italiano (n. 1945)
- 2007 - Giuseppe Masi, scrittore, filosofo e poeta italiano (n. 1915)
- 2007 - François-Xavier Ortoli, politico e funzionario francese (n. 1925)
- 2007 - Brady Walker, cestista statunitense (n. 1921)
- 2008 - Béatrix Beck, scrittrice belga (n. 1914)
- 2008 - Giulio Bertola, direttore d'orchestra e direttore di coro italiano (n. 1921)
- 2008 - Francesca Del Rio, partigiana italiana (n. 1925)
- 2008 - Munetaka Higuchi, batterista giapponese (n. 1958)
- 2008 - Pit Martin, hockeista su ghiaccio canadese (n. 1943)
- 2008 - Shōzō Numa, scrittore di fantascienza giapponese (n. 1926)
- 2009 - Paul Naschy, attore, sceneggiatore e regista spagnolo (n. 1934)
- 2009 - Milorad Pavić, scrittore, poeta e saggista serbo (n. 1929)
- 2009 - Alfredo Tragni, imprenditore, dirigente sportivo e calciatore italiano (n. 1920)
- 2010 - Friedemann Bedürftig, germanista, saggista e giornalista tedesco (n. 1940)
- 2010 - Dino Carlesi, poeta, critico d'arte e pedagogista italiano (n. 1919)
- 2010 - Daya Mata, religiosa statunitense (n. 1914)
- 2010 - Casimir Koza, calciatore francese (n. 1935)
- 2010 - Berardino Libonati, avvocato e dirigente d'azienda italiano (n. 1934)
- 2010 - Vittorio Sanseverino, militare e aviatore italiano (n. 1917)
- 2010 - Imre Sátori, calciatore ungherese (n. 1937)
- 2011 - Jules Ancion, hockeista su prato olandese (n. 1924)
- 2011 - Aurelio Crugnola, scenografo italiano (n. 1928)
- 2011 - Ana Daniel, poetessa portoghese (n. 1928)
- 2011 - Stefano Fava, truccatore italiano (n. 1953)
- 2011 - Gerd Hagman, attrice svedese (n. 1919)
- 2011 - Manfredo Massironi, artista e architetto italiano (n. 1937)
- 2011 - Chester McGlockton, giocatore di football americano statunitense (n. 1969)
- 2011 - Zdeněk Miler, illustratore, animatore e regista ceco (n. 1921)
- 2011 - Robert Osserman, matematico statunitense (n. 1926)
- 2011 - Carl Robie, nuotatore statunitense (n. 1945)
- 2011 - Leka Zogu, politico albanese (n. 1939)
- 2012 - Mario Ardizzon, calciatore e allenatore di calcio italiano (n. 1938)
- 2012 - Inder Kumar Gujral, politico indiano (n. 1919)
- 2012 - Egil Johnny Orre, calciatore norvegese (n. 1920)
- 2013 - Jurij Vasil'evič Jakovlev, attore sovietico (n. 1928)
- 2013 - Jean Kent, attrice britannica (n. 1921)
- 2013 - Moussa Konaté, scrittore maliano (n. 1951)
- 2013 - Tabu Ley Rochereau, cantante della Repubblica Democratica del Congo (n. 1940)
- 2013 - Doriano Romboni, pilota motociclistico italiano (n. 1968)
- 2013 - Wilfrid Stinissen, presbitero, teologo e scrittore belga (n. 1927)
- 2013 - Paul Walker, attore statunitense (n. 1973)
- 2014 - João Araújo, produttore discografico brasiliano (n. 1935)
- 2014 - Dino Baccheretti, calciatore italiano (n. 1933)
- 2014 - Donato Castellaneta, attore italiano (n. 1931)
- 2014 - Go Seigen, goista cinese (n. 1914)
- 2014 - Kent Haruf, scrittore statunitense (n. 1943)
- 2014 - Paolo Mosca, giornalista, scrittore e cantautore italiano (n. 1943)
- 2015 - Fatema Mernissi, scrittrice e sociologa marocchina (n. 1940)
- 2015 - Shigeru Mizuki, fumettista giapponese (n. 1922)
- 2015 - Ėl'dar Aleksandrovič Rjazanov, regista, attore e poeta sovietico (n. 1927)
- 2015 - Steve Shagan, sceneggiatore, romanziere e produttore cinematografico statunitense (n. 1927)
- 2015 - Renzo Trivelli, politico italiano (n. 1925)
- 2016 - Giancarlo Ansaloni, calciatore e allenatore di calcio italiano (n. 1937)
- 2016 - Alice Drummond, attrice statunitense (n. 1928)
- 2017 - Colin Groves, antropologo e zoologo britannico (n. 1942)
- 2017 - Donald Harper, tuffatore e ginnasta statunitense (n. 1932)
- 2017 - Mauro Maugeri, allenatore di pallanuoto e pallanuotista italiano (n. 1959)
- 2017 - Alfredo Milani, pilota motociclistico italiano (n. 1924)
- 2017 - Jim Nabors, attore e cantante statunitense (n. 1930)
- 2017 - Marina Popovič, ingegnera, scrittrice e aviatrice sovietica (n. 1931)
- 2018 - George H. W. Bush, politico, diplomatico e imprenditore statunitense (n. 1924)
- 2018 - Kirk Cooper, velista bermudiano (n. 1932)
- 2018 - Dieter Engelhardt, calciatore tedesco orientale (n. 1938)
- 2018 - Luigi Farace, manager e politico italiano (n. 1934)
- 2018 - Palden Gyatso, monaco buddhista tibetano (n. 1933)
- 2018 - Sandro Mayer, giornalista, scrittore e personaggio televisivo italiano (n. 1940)
- 2018 - Mino Montanari, pittore italiano (n. 1936)
- 2019 - Susan Gray, nuotatrice statunitense (n. 1939)
- 2019 - Michael Howard, storico britannico (n. 1922)
- 2019 - Petr Málek, tiratore a volo ceco (n. 1961)
- 2020 - Irina Antonova, museologa e storica dell'arte russa (n. 1922)
- 2020 - Bruno Begnotti, architetto, urbanista e vignettista italiano (n. 1925)
- 2020 - Arturo Benvenuti, pittore, poeta e fotografo italiano (n. 1923)
- 2020 - Enrico Bertorelli, attore e doppiatore italiano (n. 1943)
- 2020 - Aleksandr Şatskïx, calciatore kazako (n. 1974)
- 2020 - Tan Eng Bock, pallanuotista singaporiano (n. 1936)
- 2020 - Adelio Verga, calciatore italiano (n. 1938)
- 2021 - Marie-Claire Blais, scrittrice canadese (n. 1939)
- 2021 - Oriol Bohigas, architetto e urbanista spagnolo (n. 1925)
- 2021 - H. Jackson Brown, Jr., scrittore statunitense (n. 1940)
- 2021 - Domenico Di Cresce, politico italiano (n. 1943)
- 2021 - Phil Dwyer, calciatore gallese (n. 1953)
- 2021 - Ray Kennedy, calciatore e allenatore di calcio britannico (n. 1951)
- 2021 - Marcus Lamb, predicatore, religioso e imprenditore statunitense (n. 1957)
- 2021 - Melo Mafali, pianista e compositore italiano (n. 1958)
- 2021 - Jonathan Penrose, scacchista britannico (n. 1933)
- 2021 - John Sillett, calciatore e allenatore di calcio inglese (n. 1936)
- 2021 - Marjorie Tallchief, ballerina statunitense (n. 1926)
- 2021 - Erwin Wilczek, allenatore di calcio e calciatore polacco (n. 1940)
- 2022 - Paolo Farina, calciatore italiano (n. 1939)
- 2022 - Georges Groine, pilota di rally francese (n. 1934)
- 2022 - John Hadl, giocatore di football americano statunitense (n. 1940)
- 2022 - Murray Halberg, mezzofondista neozelandese (n. 1933)
- 2022 - Jiang Zemin, politico cinese (n. 1926)
- 2022 - Maria Malara Arria, pittrice italiana (n. 1917)
- 2022 - Christine McVie, cantautrice e tastierista britannica (n. 1943)
- 2022 - Ray Nelson, autore di fantascienza statunitense (n. 1931)
- 2022 - Alfredo Paglione, gallerista, mecenate e collezionista d'arte italiano (n. 1936)
- 2022 - Davide Rebellin, ciclista su strada italiano (n. 1971)
- 2022 - Elena Santoni, ginnasta italiana (n. 1930)
- 2023 - Guido Bellini, generale italiano (n. 1939)
- 2023 - Guglielmo Berzano, politico italiano (n. 1929)
- 2023 - Joan Botam, presbitero e teologo spagnolo (n. 1926)
- 2023 - John Byrne, drammaturgo e artista britannico (n. 1940)
- 2023 - José Catieau, ciclista su strada francese (n. 1946)
- 2023 - Alistair Darling, politico britannico (n. 1953)
- 2023 - Sante Gaiardoni, pistard e ciclista su strada italiano (n. 1939)
- 2023 - Dietrich Laabs, allenatore di pallacanestro tedesco
- 2023 - Shane MacGowan, cantante e musicista irlandese (n. 1957)
- 2023 - Marcello Marziali, attore italiano (n. 1939)
- 2023 - Sheila Smith, attrice statunitense (n. 1933)
- 2023 - Vasilīs Vasilikos, scrittore, diplomatico e dirigente d'azienda greco (n. 1933)
- 2023 - Franco Zuccalà, giornalista e scrittore italiano (n. 1940)
- 2023 - Mamduh bin 'Abd al-'Aziz Al Sa'ud, principe e politico saudita (n. 1939)
- 2024 - Steve Alaimo, cantante statunitense (n. 1939)
- 2024 - Lou Carnesecca, allenatore di pallacanestro e dirigente sportivo statunitense (n. 1925)